# عملیات بال‌های سرخ

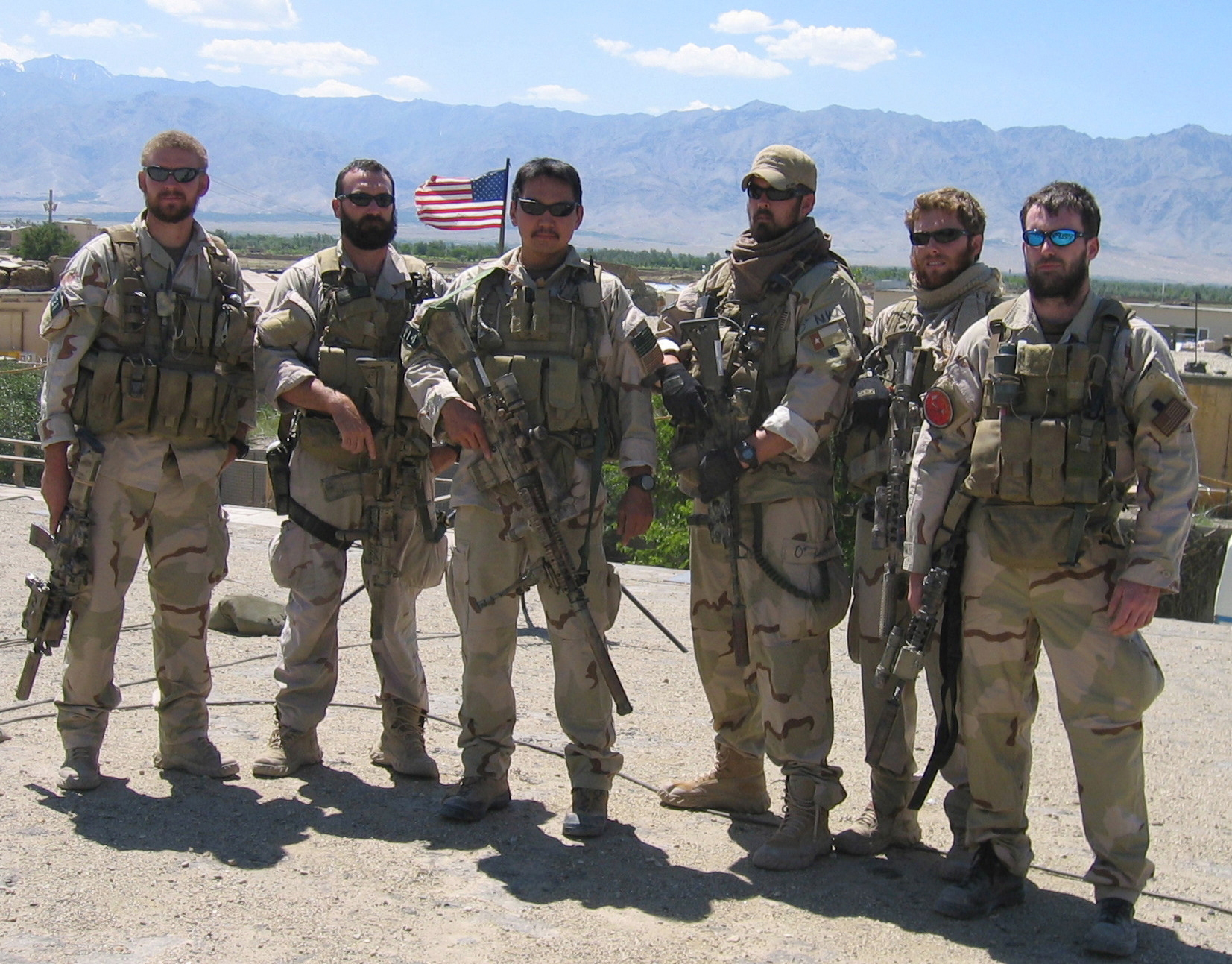
تفنگداران شرکت کرده در عملیات. مارکوس لوترل، تنها بازمانده این گروه (از سمت راست) نفر سوم

عملیات بال‌های سرخ یکی از عملیات‌های نیروهای مسلح آمریکا در طول جنگ افغانستان بود که در دره‌پیچ، ولایت کنر افغانستان، در منطقه‌ای کوهستانی در ۳۵ کیلومتری غرب اسعدآباد، انجام گرفت. این عملیات، در اواخر ژوئن ۲۰۰۵، آغاز و تا میانهٔ ژوئیهٔ همان سال، ادامه یافت. هدف عملیات، ایجاد ثبات در منطقه از طریق مقابله با تعدادی از عناصر طالبان به رهبری شخصی به‌نام احمدشاه، از اهالی ننگرهار، و در آستانهٔ انتخابات سال ۱۳۸۴ مجلس افغانستان، انجام گرفت.
در این عملیات، ۴ تکاور نیروی دریایی آمریکا وظیفهٔ شناسایی و پایش منطقه و تأسیسات طالبان را برای آغاز عملیات، بر عهده داشتند. مدت کوتاهی پس از ورود تکاوران به منطقهٔ عملیات، در پی تبادل آتش با نیروهای احمد شاه، ۳ نفر از آن‌ها کشته شدند. با اعزام نیروهای واکنش سریع به منطقه برای کمک به این ۴ نفر، بالگرد شینوک آن‌ها نیز در اثر اصابت راکت آرپی‌جی-۷ از سوی گروه احمدشاه، سقوط کرده و تمام هشت تفنگدار به همراه هشت نیروی ویژهٔ هوابرد عملیات ویژه ارتش آمریکا که در داخل آن بودند نیز کشته شدند. در نهایت با کمک نیروهای محلی افغان، یکی از ۴ تفنگدار فوق موفق به فرار و نجات گردید. چند هفته بعد و طی حملات نیروهای آمریکایی، توان عملیاتی گروه احمدشاه، به‌شدت آسیب دیده و خود او نیز به‌شدت زخمی شد.
احمدشاه در آوریل ۲۰۰۸، در درگیری با نیروهای پاکستانی در ایالت خیبر پختونخوا در پاکستان، کشته شد.

## در فرهنگ عامه
در سال ۲۰۱۳ فیلمی در مورد این عملیات با نام تنها بازمانده با نقش‌آفرینی مارک والبرگ ساخته شده‌است.